# Кивалина (Аљаска)
Кивалина (енгл. Kivalina) град је у америчкој савезној држави Аљаска.

## Демографија
По попису из 2010. године број становника је 374, што је 3 (-0,8%) становника мање него 2000. године.
| Група             | 2000.     | 2010.    |
| Белци             | 13 (3,4%) | 8 (2,1%) |
| Афроамериканци    | 0 (0,0%)  | 0 (0,0%) |
| Азијати           | 0 (0,0%)  | 0 (0,0%) |
| Хиспаноамериканци | 0 (0,0%)  | 0 (0,0%) |
| Укупно            | 377       | 374      |